# Barahathawa
Barahathawa (nep. बरहथवा) – gaun wikas samiti w środkowej części Nepalu w strefie Dźanakpur w dystrykcie Sarlahi. Według nepalskiego spisu powszechnego z 2001 roku liczył on 2385 gospodarstw domowych i 13795 mieszkańców (6488 kobiet i 7307 mężczyzn).